# Octavio Ianni
Octavio Ianni (Itu, 13 de outubro de 1926 – São Paulo, 4 de abril de 2004) foi um sociólogo e professor brasileiro que participou da chamada Escola de Sociologia Paulista. Foi professor emérito do Departamento de Sociologia da Faculdade de Filosofia, Letras e Ciências Humanas da Universidade de São Paulo.

## Biografia
Filho dos imigrantes italianos Andrea Ianni e Anna Guariglia, ambos de Castellabate na região da Campânia, Octavio formou-se em Ciências Sociais na Faculdade de Filosofia, Letras e Ciências Humanas da Universidade de São Paulo (FFLCH-USP) em 1954. Logo após a formatura, integrou o corpo de assistentes da Faculdade, na cadeira de Sociologia I, da qual Florestan Fernandes era o titular.
Foi um pensador devotado à compreensão das diferenças sociais, das injustiças a elas associadas e dos meios de superá-las.
Aposentado pelo Ato Institucional n.º 5 (e proibido de dar aulas na USP), foi para a Pontifícia Universidade Católica de São Paulo (PUC-SP), integrou a equipe de pesquisadores do Centro Brasileiro de Análise e Planejamento (CEBRAP), foi professor visitante e conferencista em universidades norte-americanas, latino-americanas e europeias. Em 1997 retorna à Universidade de São Paulo como Professor Emérito, com indicação do então Decano da Faculdade de Filosofia, Letras e Ciências Humanas, amigo e discípulo, professor Dr. Sedi Hirano. Contudo, devido à indisposição de alguns colegas, preferiu não voltar às salas de aula naquela Universidade, a exemplo da decisão de Florestan anos antes, após ter sofrido hostilidades no "prédio do meio".  Voltou às salas de aula na universidade pública como professor na Universidade Estadual de Campinas, onde também recebeu o título de Professor Emérito.
Ianni participou da chamada Escola de Sociologia Paulista, que traçou um panorama novo sobre o preconceito racial no Brasil e formulou uma agenda específica de estudos sobre o desenvolvimento e o subdesenvolvimento econômico no Brasil. Ao lado de Florestan Fernandes e do ex-presidente Fernando Henrique Cardoso, é considerado um dos principais sociólogos do país. Nos últimos anos, dedicou seus estudos à globalização. Amigo pessoal de Fernando Henrique Cardoso, não lhe poupou críticas sobre sua presidência do Brasil.
Suas principais obras são: Cor e Mobilidade Social em Florianópolis (1960, em colaboração com Fernando Henrique Cardoso), Homem e Sociedade (1961, em colaboração com Fernando Henrique Cardoso), Metamorfoses do Escravo (1962); Industrialização e Desenvolvimento Social no Brasil (1963), Política e Revolução Social no Brasil (1965), Estado e Capitalismo no Brasil (1965), O Colapso do Populismo no Brasil (1968).
Também devem ser citadas: A Formação do Estado Populista na América Latina (1975), Imperialismo e Cultura (1976), Escravidão e Racismo (1978), A Ditadura do Grande Capital (1981), Classe e Nação (1986), Dialética e Capitalismo (1987), Ensaios de Sociologia da Cultura (1991), A Sociedade Global (1992).
Ianni trabalhou até seus últimos dias de vida apesar do câncer. Dia 3 de março fez a aula inaugural do semestre da Faculdade de Filosofia, Letras e Ciências Humanas da USP para uma plateia de cerca de 2 mil pessoas, entre alunos e professores no anfiteatro da USP, e morreu após internação no Hospital Albert Einstein, em São Paulo, em 4 de abril de 2004.

## Legado intelectual
Em suas pesquisas especializou-se na análise do populismo e do imperialismo.
Fez parte da chamada "Escola Paulista de Sociologia", cuja principal referência é Florestan Fernandes.
Na década de 1990, sua pesquisa se focou mais na crítica à nova ordem global. Foi um dos sociólogos mais influentes do Brasil.

## Distinções
Ianni foi agraciado com os mais altos prêmios acadêmicos no país. Entre eles podemos destacar: 
- Professor Emérito da USP e UNICAMP.
- Professor Honoris Causa da Universidade de Buenos Aires (UBA).
- Professor Honoris Causa da Universidade Federal do Paraná.
- Recebeu dois prêmios Jabuti (pela categoria "Ensaios" com o livro A sociedade global, e pela categoria "Ciências Humanas" com o livro Teorias da Globalização).
- Com o livro Enigmas da Modernidade Mundo recebeu o prêmio de Ensaio, Crítica e História Literária da Academia Brasileira de Letras.
- Também ganhou o Prêmio Juca Pato, da União Brasileira de Escritores, como Intelectual do ano em 2000.[4]

## Obras
- Cor e Mobilidade Social em Florianópolis, (1960), (em colaboração)
- Homem e Sociedade, (1961),
- As Metamorfoses do Escravo, (1962),
- Industrialização e Desenvolvimento Social no Brasil, (1963),
- Política e Revolução Social no Brasil, (1965),[5]
- Estado e Capitalismo no Brasil, (1965),[6]
- O Colapso do Populismo no Brasil, (1968),
- Estado e Planejamento Econômico no Brasil, (1971),
- Raças e Classes Sociais no Brasil, (1972),[7]
- A Formação do Estado Populista na América Latina, (1975),
- Sociologia e Sociedade no Brasil, (1975),[8]
- Imperialismo e Cultura, (1976),[9]
- Escravidão e Racismo, (1978),
- A Luta Pela Terra, (1978),[10]
- Ditadura e Agricultura, (1979),
- O ABC da Classe Operária, (1980),[11]
- A Ditadura do Grande Capital, (1981),
- Revolução e Cultura, (1983),
- Origens Agrárias do Estado Brasileiro, (1984),
- Classe e Nação, (1986),
- Dialética e Capitalismo, (1987),
- Escravidão e Racismo, (1988),[12]
- Ensaios de Sociologia da Cultura, (1991),[13]
- A Ideia de Brasil Moderno, (1992),
- A Sociedade Global, (1992),[14]
- O Labirinto Latino - Americano, (1995),
- Teorias da Globalização, (1995),[15]
- A Era do Globalismo, (1997),[16]
- Enigmas da Modernidade-mundo, (2000),[17]
- A Globalização e o Retorno da Questão Nacional, (2000),
- Capitalismo, Violência e Terrorismo, (2004),[18]
- Pensamento Social no Brasil, (2004),
- O Negro e o Socialismo, (2005),[19]